# Zona Norte del Gran Buenos Aires

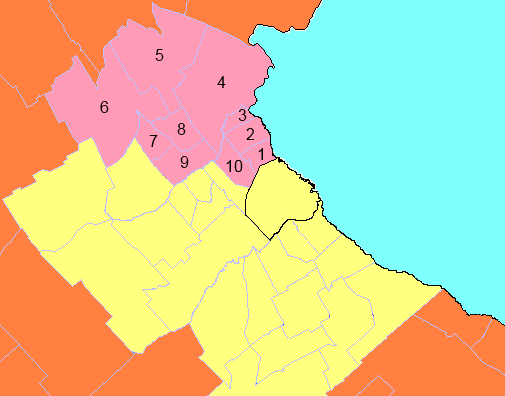
1: Vicente López
2: San Isidro
3: San Fernando
4: Tigre
5: Escobar
6: Pilar
7: José C. Paz
8: Malvinas Argentinas
9: San Miguel
10: San Martín

Es una de las zonas en la que se divide informalmente al Gran Buenos Aires y está constituida por los partidos y localidades de la 1.ª Sección Electoral de la Provincia de Buenos Aires ubicados al norte de la Ciudad Autónoma de Buenos Aires (CABA).

## Componentes
- Departamento judicial de San Martín (1,689,493 habitantes (Indec, 2010)):

José C. Paz, 
Malvinas Argentinas, 
San Miguel y
General San Martín excepto Tres de Febrero.
- Departamento judicial de San Isidro (1.495.694 habitantes):

San Fernando, 
San Isidro, 
Pilar, 
Tigre y 
Vicente López.
- Departamento judicial de Zárate - Campana:

Únicamente Escobar.

## Población
| Partido             | Cordón | Población 2022 |
| ------------------- | ------ | -------------- |
| Vicente López       | 1°     | 282,281        |
| San Isidro          | 1°     | 297,282        |
| San Fernando        | 2°     | 171,616        |
| Tigre               | 2°     | 446,949        |
| Escobar             | 3°     | 256,268        |
| Pilar               | 3°     | 394,754        |
| José C. Paz         | 2°     | 326,992        |
| Malvinas Argentinas | 2°     | 350,674        |
| San Miguel          | 2°     | 328,835        |
| General San Martín  | 1°     | 450,575        |
| Total               | Total  | 3,306,226      |

## Características
La zona norte se caracteriza por la presencia de barrios cerrados y urbanizaciones privadas (conocidos como "countries"), además de importantes centros industriales, en especial vinculados a la industria automotriz y farmacéutica. También incluye áreas de clase media, sectores populares y asentamientos informales. Su ribera y el Delta del Paraná constituyen importantes atractivos turísticos, con numerosas marinas y clubes náuticos. En partidos como Pilar, se destacan desarrollos inmobiliarios de gran escala, como barrios privados y complejos residenciales.   
Al igual que otras zonas del conurbano bonaerense, como el oeste y el sur, la zona norte muestra un crecimiento sostenido en el mercado inmobiliario y gastronómico.  
Su Índice de Desarrollo Humano (IDH) es de 0,839.

## Partidos
Dentro del conurbano bonaerense habitualmente se distinguen también los cordones o coronas, una serie de anillos sucesivos ubicados según su proximidad alrededor de la ciudad de Buenos Aires. Esta clasificación supone una cierta homogeneidad para cada uno de ellos, resultado de los distintos momentos en que se desarrollaron a medida que se extendía el aglomerado, sus condiciones habitacionales, la infraestructura presente y la densidad de población

### Primer cordón

#### Partido de General San Martín

Partido de General San Martín

Limita al norte con Tigre, al noreste con San Isidro y Vicente López; al este con Buenos Aires, de la que está separado por la Av. General Paz, al sudoeste con 3 de febrero y al noroeste con San Miguel.

##### Historia
Se fundó en 1864, separándose de San Isidro.
Con la federalización de la ciudad de Buenos Aires, en 1888 el Partido de General San Martín debió resignar a Capital Federal sus tierras al norte (Villa Pueyrredón, Villa Devoto, Villa Real y Villa Talar) de lo que años más tarde sería la traza de la Avenida General Paz, recibiendo en compensación las localidades de Sáenz Peña, Santos Lugares, José Ingenieros y Ciudadela
Hasta 1959 incluyó a todo el Partido de Tres de Febrero (en 1961 las localidades antes cedidas a San Martín pasarían a formar parte del recién creado Partido de Tres de Febrero)

##### Localidades
- Billinghurst
- Loma Hermosa
- José León Suárez
- San Andrés
- San Martín (cabecera)
- Villa Ballester
- Villa Lynch
- Villa Maipú

##### Demografía
- Población 1991 : 406,809 habitantes (Indec, 1991)
- Población 2001 : 403,107 habitantes (Indec, 2001)
- Población 2010 : 422,830 habitantes (Indec, 2010)

#### Partido de San Isidro

Partido de San Isidro

Limita al noroeste con el partido de San Fernando, al sureste con el partido de Vicente López, al sudoeste con el partido de General San Martín, al oeste con el partido de Tigre y al noreste con el río Luján y con el estuario Río de la Plata.

##### Historia
Fue fundado en 1822. Incluyó a Vicente López hasta 1905.

##### Localidades
- Villa Adelina
- Boulogne Sur Mer
- Martínez
- Acassuso
- San Isidro (cabecera)
- Beccar

##### Demografía
Según estimaciones para junio de 2007 la población era de 307.165 habitantes.
En 2001, de acuerdo con el censo del INDEC, contaba con una población de 291.505 habitantes, de los cuales 138.463 eran hombres y 154.749 mujeres. De acuerdo al mismo censo, San Isidro representaba en ese momento el 0,8 % de la población de la Argentina. 
Dicha cifra la constituye como el 14.º partido más poblado del conurbano bonaerense. 
Respecto a la cifra de 1991 (299.023) el crecimiento fue del -2,5%.
De acuerdo a los resultados provisionales del censo nacional del INDEC de 2010, es habitado por 291.608 personas.

#### Partido de Vicente López

Partido de Vicente López

Bandera del Partido de Vicente López.

Limita al sur con la Capital Federal, al oeste con el partido de General San Martín, al norte con el de San Isidro y al este con el Río de la Plata.

##### Historia
Se separó de San Isidro en 1905.

##### Barrios
- Carapachay
- Florida
- Florida Oeste
- La Lucila
- Munro
- Olivos
- Vicente López (cabecera)
- Villa Adelina
- Villa Martelli

##### Demografía
| Censo     | 1914   | 1947      | 1960    | 1970    | 1980    | 1991    | 2001    | 2010    |
| --------- | ------ | --------- | ------- | ------- | ------- | ------- | ------- | ------- |
| Población | 12.100 | 149.958   | 247.656 | 285.178 | 291.072 | 289.505 | 274.082 | 270.929 |
| Variación | -      | +1139,32% | +65,15% | +15,15% | +2,06%  | -0,53%  | -5,32%  | -1,15%  |

### Segundo cordón

#### Partido de San Miguel

Partido de San Miguel

Limita con los partidos de Tigre, San Martín, Tres de Febrero, Hurlingham,  Ituzaingó, Moreno, José C. Paz y .

##### Historia
Se creó en 1994 consecuencia de la separación de tierras del Partido de General Sarmiento.

##### Localidades
- Bella Vista
- Muñiz
- San Miguel (cabecera)
- Santa María
- Campo de Mayo

##### Demografía
El partido tiene un total de 253,086 habitantes (Indec, 2001) con una densidad de 3.163hab/km², de la cual la ciudad de San Miguel concentraba el 62% del total con 157,532 habitantes (Indec, 2001) repartidos en 17 km² Con Una Densidad de 9.266,58 hab/km².

#### Partido de José C. Paz

Partido de José C. Paz

Limita al norte con Pilar, al este con Malvinas Argentinas, al sur con San Miguel, y al oeste con Zona Oeste.

##### Historia
Fundado en 1994, con tierras provenientes de Gral. Sarmiento, que se había formado con parte de Las Conchas (actual Tigre) y Pilar; y en 1994 se disolvió, pasando a conformar los partidos de José C. Paz, Malvinas Argentinas y San Miguel.

##### Localidades
• José C. Paz (cabecera)

##### Demografía
- Población 2010: 265,981 habitantes (Indec, 2010)

#### Partido de Malvinas Argentinas

Partido de Malvinas Argentinas

Limita al norte con los partido de Escobar y Pilar, al este con el Partido de Tigre, al oeste con el partido de José C. Paz y al sur con el partido de San Miguel.

##### Historia
Se creó en 1994 consecuencia de la separación de tierras del Partido de General Sarmiento y un sector del partido de Pilar.

##### Localidades
- Área de Promoción El Triángulo
- Grand Bourg
- Ingeniero Adolfo Sourdeaux
- Ingeniero Pablo Nogués
- Los Polvorines
- Malvinas Argentinas (cabecera)
- Tortuguitas
- Villa de Mayo
- Tierras Altas

##### Demografía
- Población 2010 : 321,833 habitantes (Indec, 2010)

#### Partido de San Fernando

Partido de San Fernando

Limita en su parte continental con los partidos de Tigre y San Isidro, con el río Luján y el Río de la Plata. A su vez, el territorio isleño (la 2.ª y 3.ª Sección de Islas) limita con el partido de Tigre, el partido de Campana, el sur de la provincia de Entre Ríos (Departamento Islas del Ibicuy) y con la vecina República Oriental del Uruguay.

##### Historia
Se fundó en 1821.

##### Localidades
- San Fernando (cabecera)
- Virreyes
- Victoria
- Islas

##### Demografía
- Población 1991: 144,763 habitantes (Indec, 1991)
- Población 2001: 151,131 habitantes (Indec, 2001)
- Población 2010: 163,462 habitantes (Indec, 2010)

#### Partido de Tigre

Partido de Tigre

El partido limita al norte con el Río Paraná de las Palmas separándolo del Partido de San Fernando, al este con el Río de la Plata, al sudeste con los partidos de San Fernando, San Isidro y San Martín, al suroeste con los partidos de San Miguel y Malvinas Argentinas y al noroeste con el Partido de Escobar.

##### Historia
Se fundó en 1865 con el nombre de Conchas y Tigre. Aparece como Las Conchas hasta 1954.10 Incluyó parte de Escobar hasta 1960

##### Localidades
- Tigre (cabecera)
- Don Torcuato
- General Pacheco
- El Talar
- Benavídez
- Dique Luján
- Nordelta
- Ricardo Rojas
- Rincón de Milberg
- Troncos del Talar
- Tigre islas

##### Demografía
| Censo     | 1869  | 1895     | 1914    | 1947     | 1960    | 1970    | 1980    | 1991    | 2001    | 2011    |
| --------- | ----- | -------- | ------- | -------- | ------- | ------- | ------- | ------- | ------- | ------- |
| Población | 3.329 | 8.978    | 16.691  | 58.348   | 91.725  | 152.335 | 206.349 | 257.922 | 301.223 | 380.709 |
| Variación | -     | +169,69% | +85,91% | +249,57% | +57,20% | +66,07% | +35,45% | +24,99% | +16,78% | +23,38% |

### Tercer cordón

#### Partido de Escobar

Partido de Escobar

Limita con los partidos de San Fernando, Campana, Pilar, Malvinas Argentinas y Tigre.

##### Historia
El 8 de octubre de 1959, se crea el partido de Escobar, con parte de los partidos de Pilar y Tigre

##### Localidades
- Belén de Escobar (cabecera)
- Garín
- Ingeniero Maschwitz
- Matheu
- Maquinista F. Savio
- Puerto Paraná
- Loma Verde

##### Demografía
| Censo     | 1960  | 1970  | 1980  | 1991   | 2001   | 2010   |
| --------- | ----- | ----- | ----- | ------ | ------ | ------ |
| Población | 28386 | 46150 | 81385 | 128421 | 178155 | 213619 |

#### Partido del Pilar

Partido de Pilar

Bandera del Partido del Pilar.

Limita con los Partidos de Campana, Escobar, Exaltación de la Cruz, General Rodríguez, Luján, Malvinas Argentinas, Moreno y José C. Paz.

##### Historia
El Municipio del Pilar fue formalmente creado el 24 de octubre de 1864 por la Ley n.º 442, promulgada al día siguiente. Mediante la Ley n.º 6068 del 23 de octubre de 1959, el Partido de Pilar fue dividido y parte de su superficie pasó a formar el Partido de Escobar. A su vez y de acuerdo con la Ley n.º 11.551/94, otra parte de su superficie pasó a integrar el territorio del nuevo Partido de Malvinas Argentinas.

##### Localidades del partido
- Cuartel I: Del Viso
- Cuartel II: Fátima
- Cuartel III: La Lonja
- Cuartel IV: Manzanares
- Cuartel V: Pilar (cabecera)
- Cuartel VI: Presidente Derqui
- Cuartel VII: Villa Astolfi
- Cuartel VIII: Manuel Alberti
- Cuartel IX: Villa Rosa
- Cuartel X: Zelaya

##### Demografía
| Censo     | 1869  | 1895     | 1914    | 1947    | 1960    | 1970    | 1980    | 1991    | 2001    |
| --------- | ----- | -------- | ------- | ------- | ------- | ------- | ------- | ------- | ------- |
| Población | 3.708 | 9.920    | 14.508  | 19.854  | 30.836  | 47.739  | 84.429  | 130.187 | 232.463 |
| Variación | -     | +167,52% | +46,25% | +36,84% | +55,31% | +54,81% | +76,85% | +54,19% | +78,56% |

## Accesos
La Autopista Panamericana (Acceso Norte), con sus distintos ramales de intenso tránsito, se constituye en la principal conexión vial con la ciudad de Buenos Aires.

## Servicio de trenes
- Línea Mitre
- Línea Belgrano Norte
- Línea San Martín
- Línea Urquiza

## Galería de imágenes

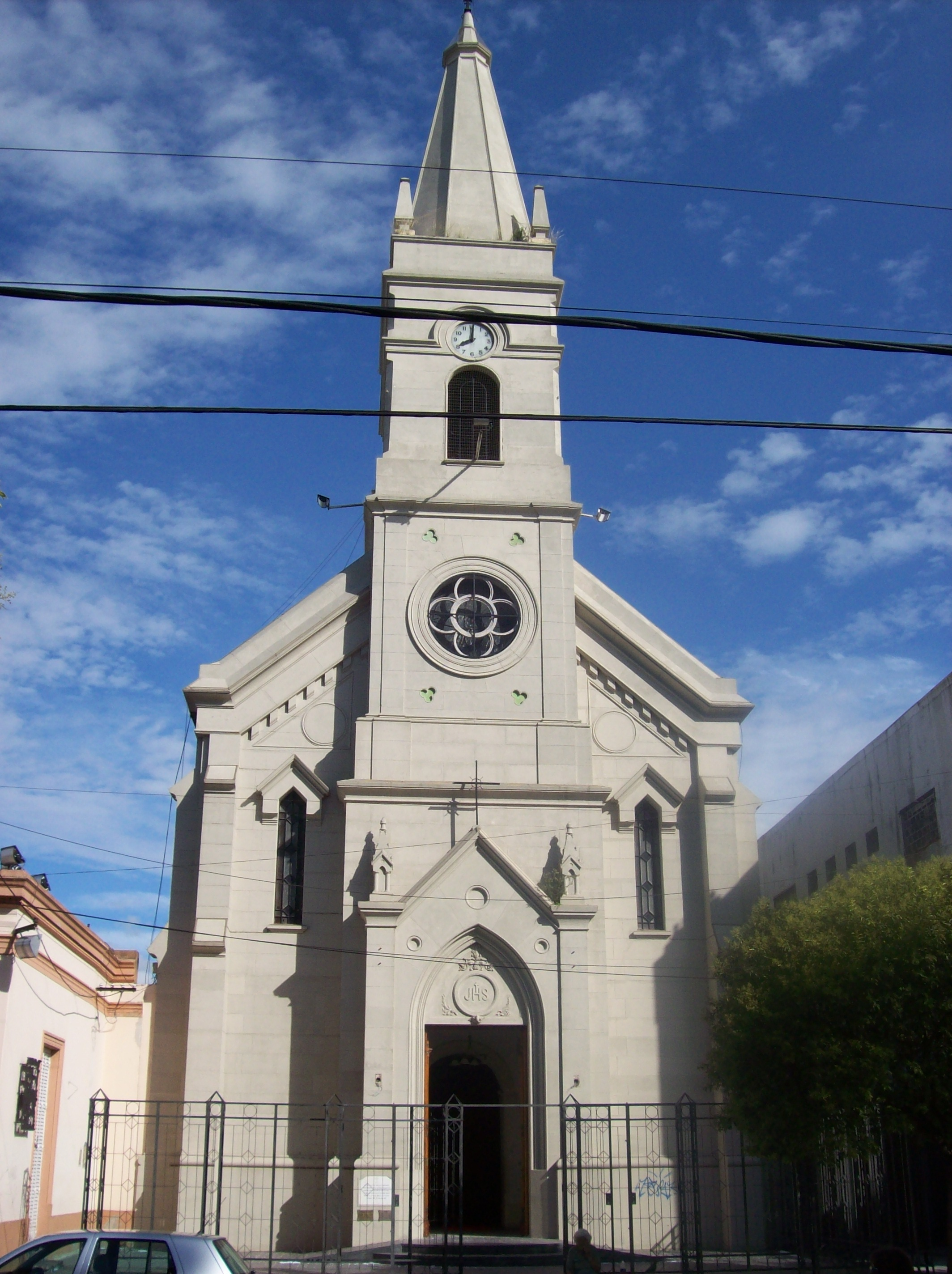
Parroquia Natividad de Nuestro Señor Jesucristo en Escobar
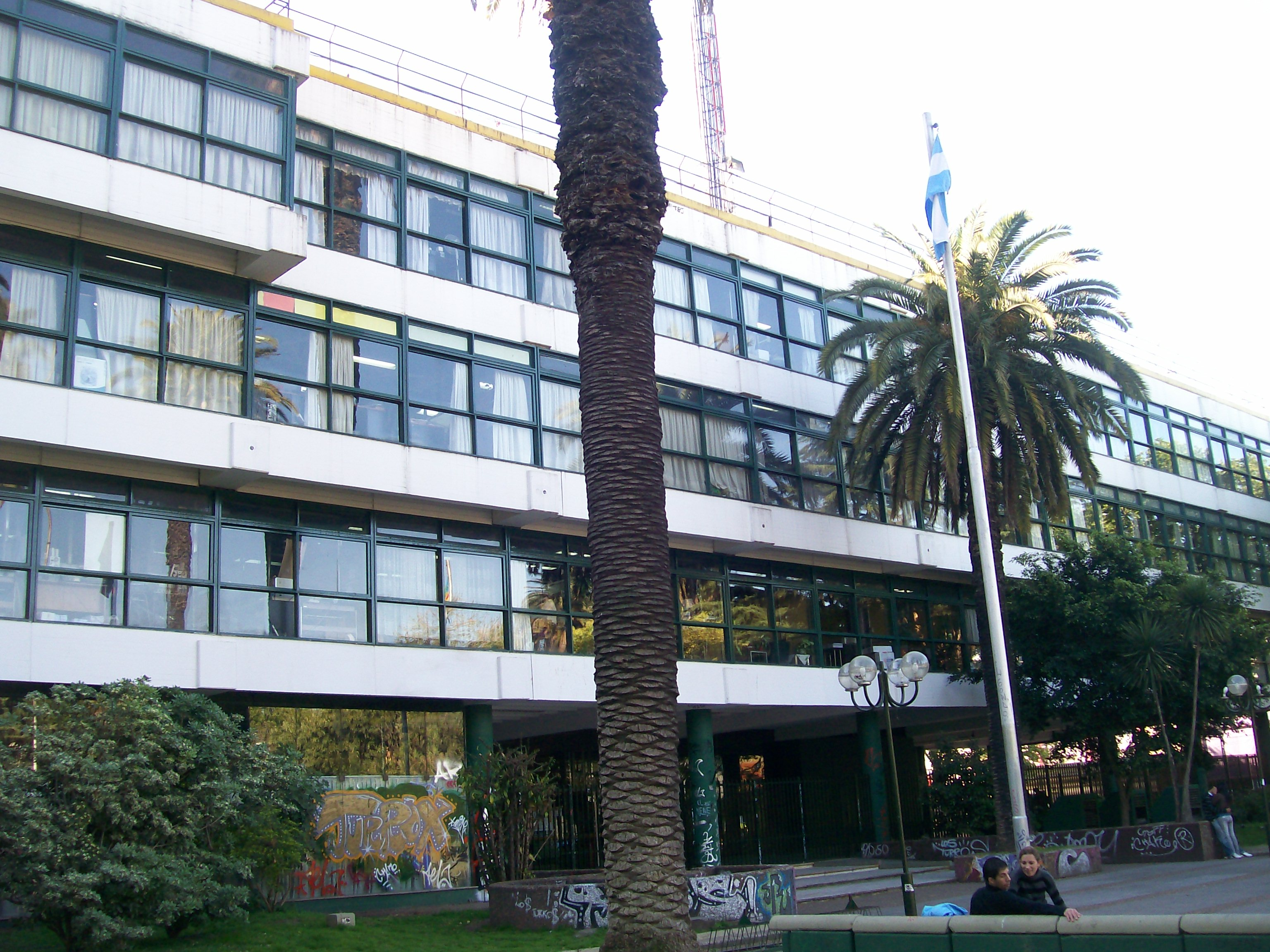
Municipálidad de General San Martín
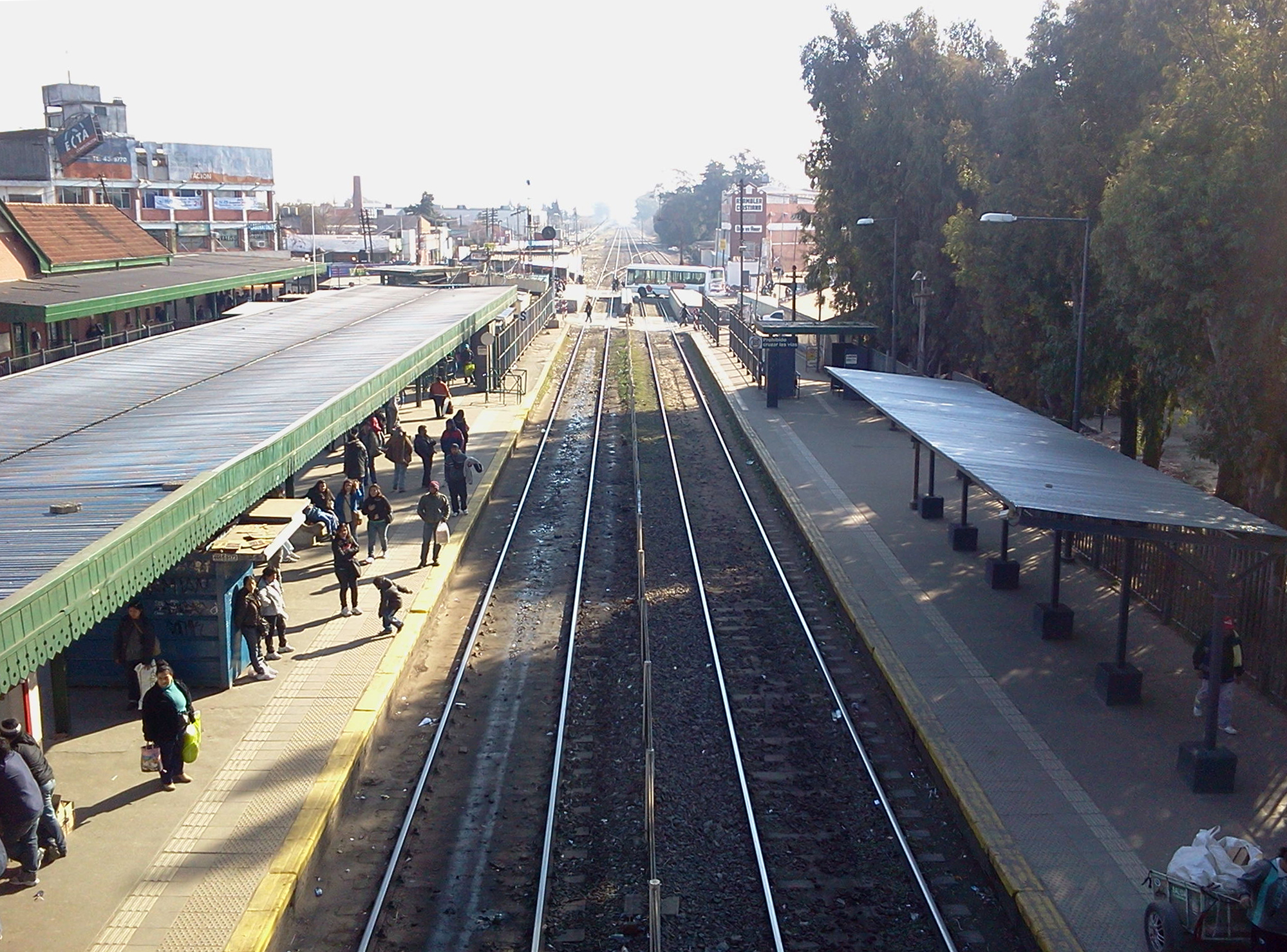
Estación José C. Paz en 2012
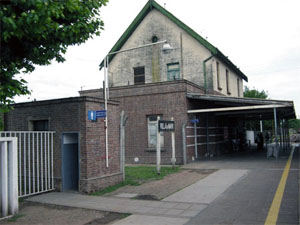
Estación Villa de Mayo, partido de Malvinas Argentinas
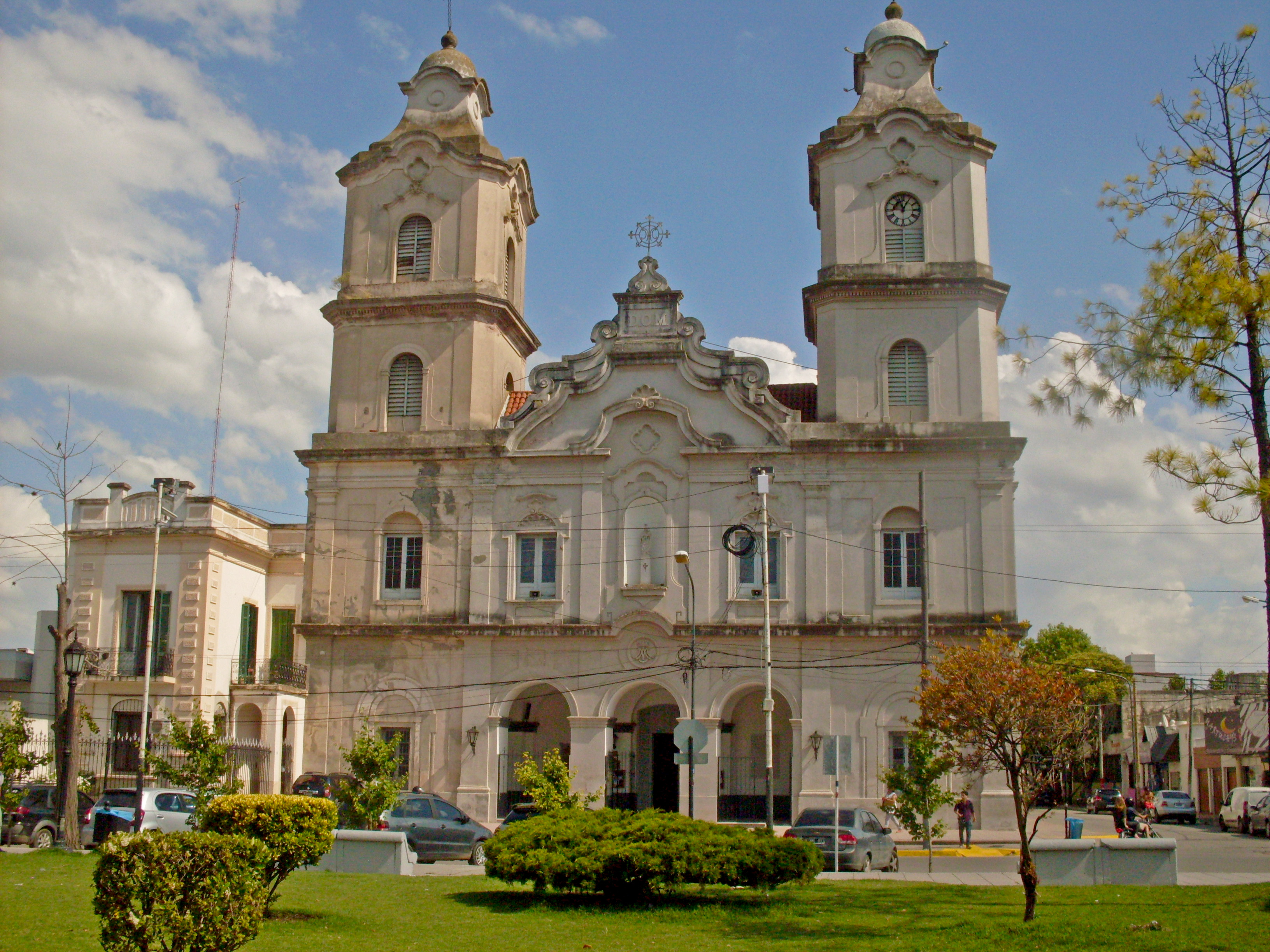
Parroquia Nuestra Señora del Pilar
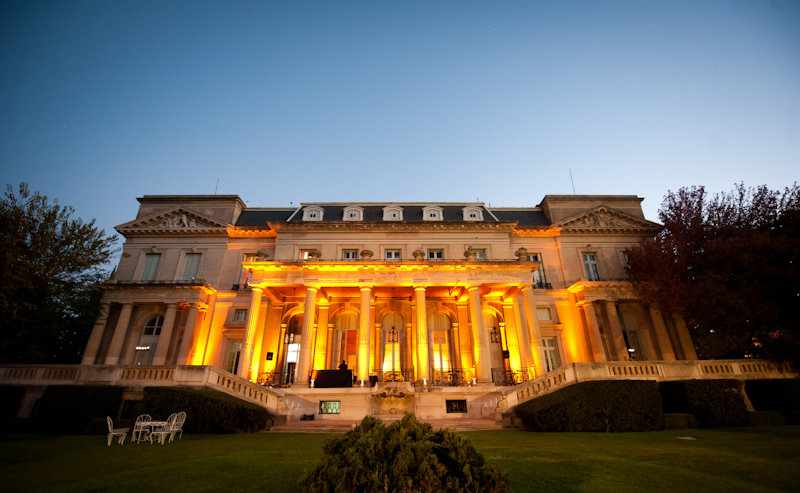
Palacio Sans Souci, San Fernando
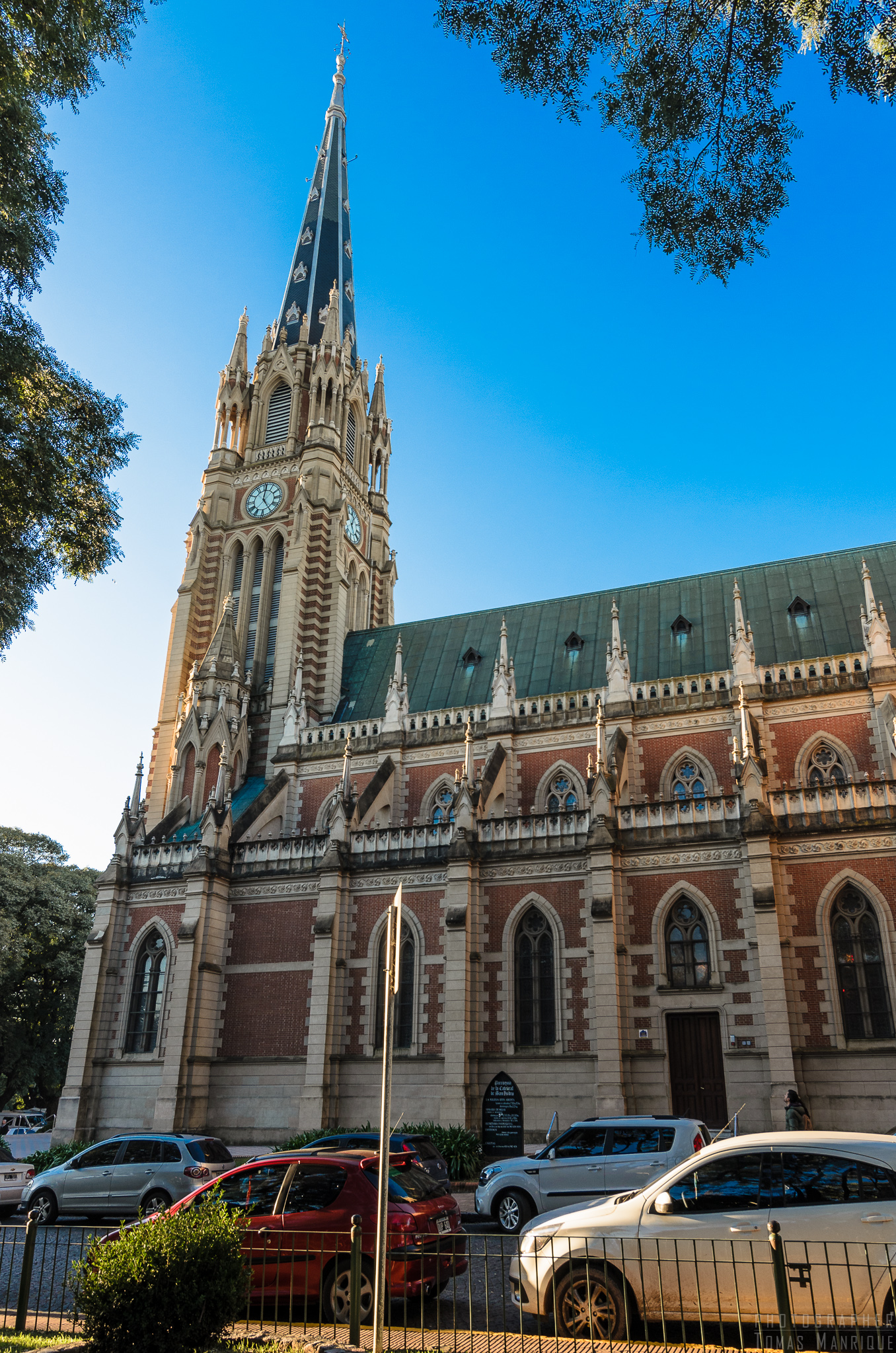
Catedral de San Isidro
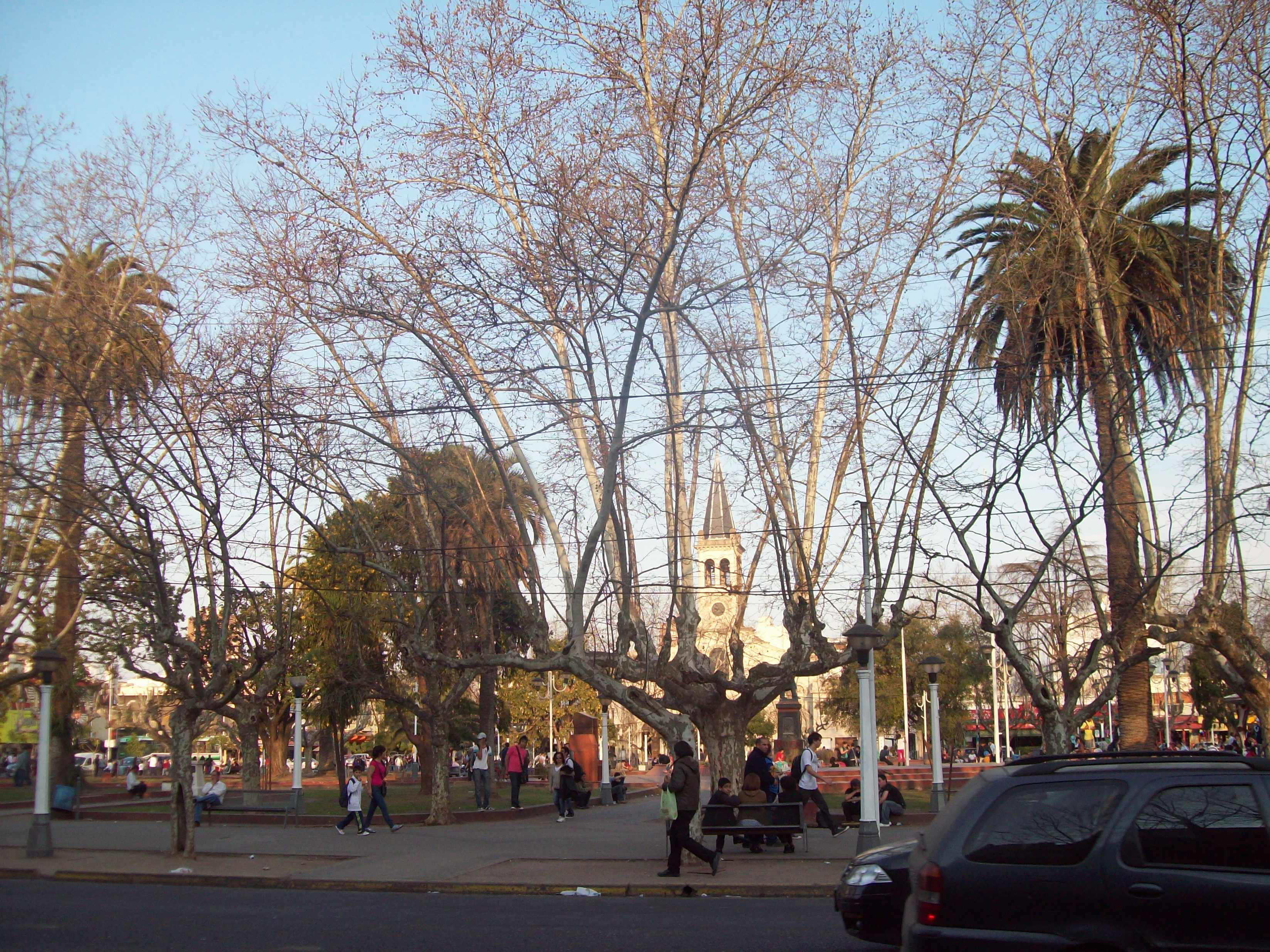
Plaza municipal de San Miguel
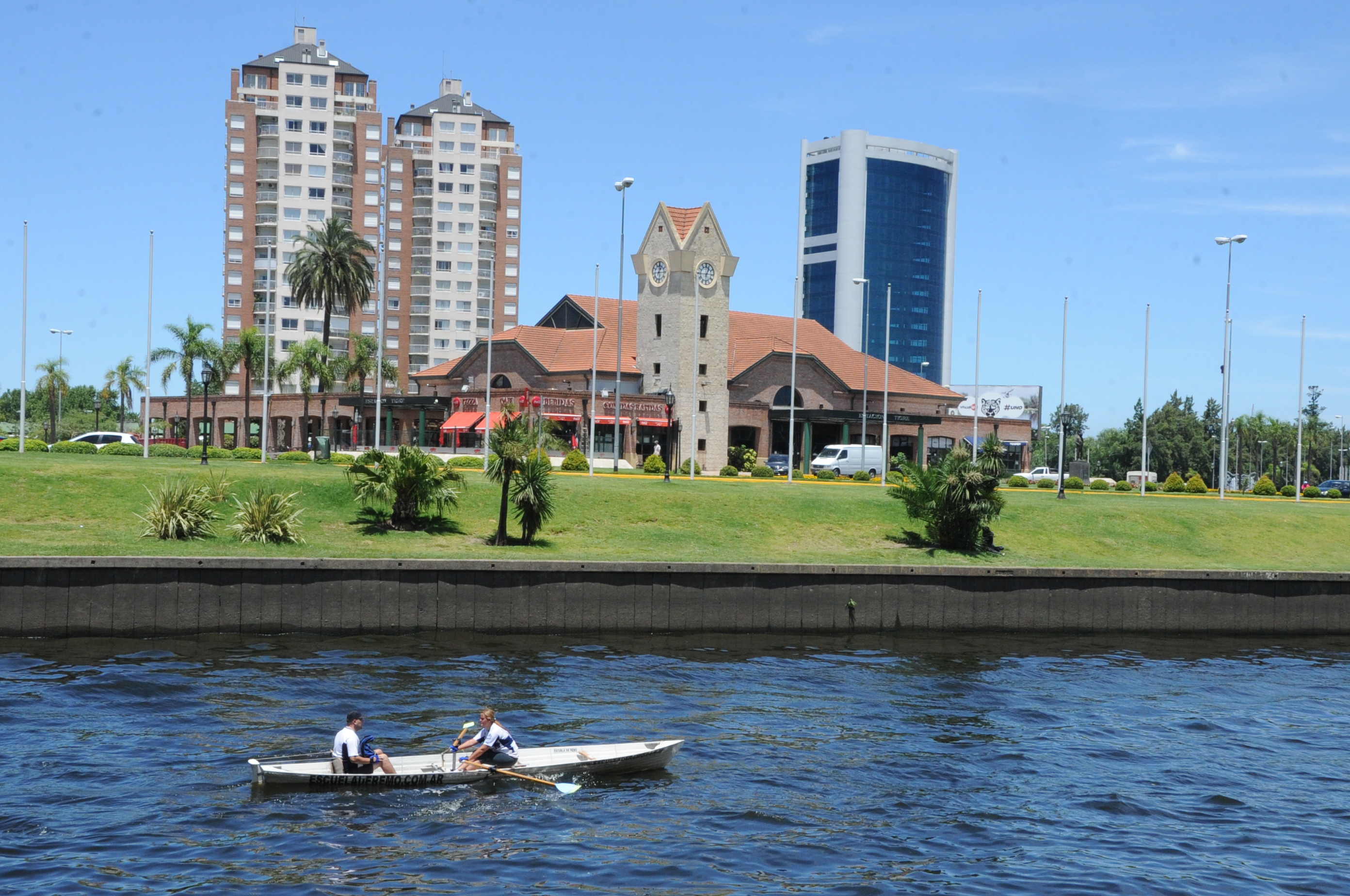
Estación de tren Tigre y el río homónimo en primer plano
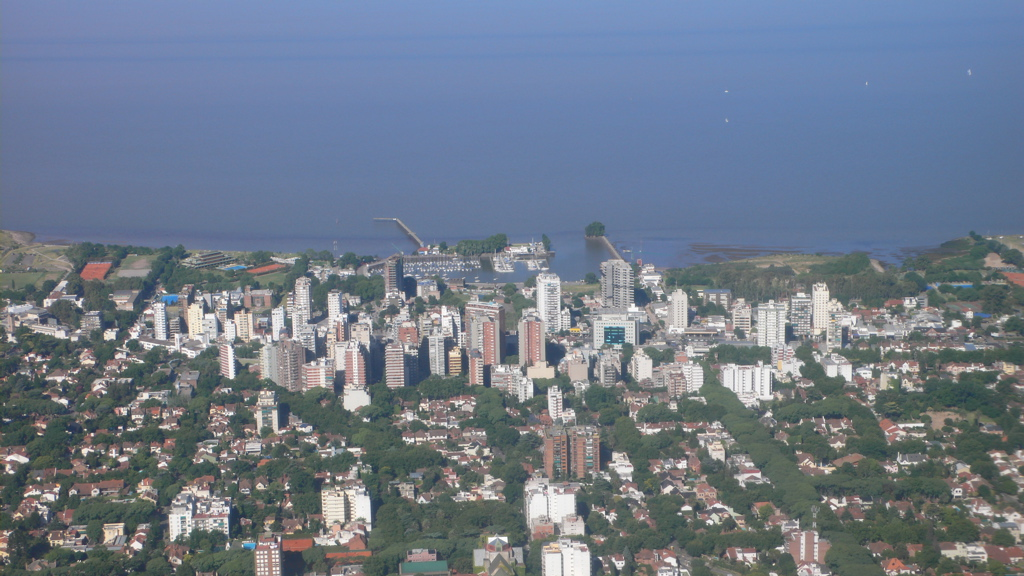
Olivos, partido de Vicente López